# 1913–1914-es magyar labdarúgó-bajnokság (első osztály)
A 13. hivatalos bajnokság.
Az 1913-14-es bajnokságot az MTK nyerte. Ez volt a harmadik bajnoki címe. Beérett az MTK két éve indított erősítési terve, R. Owen angol játékos váltotta Lane-t, a skót Robertsont pedig az angol W. Holmes edző, és sok fiatal játékosa is volt az egyesületnek. Előző évben még hét pont előnnyel végzett a Fradi, most az MTK-nak volt hat pont előnye a bajnokság végén.
Az eddigi szabály szerint a külföldi játékosok azonnal leszerződhettek a magyar csapatokhoz, ezt a szabályt a többi egyesület tiltakozása miatt megszüntették, csak egy év itt tartózkodás után játszhatott az új játékos. Ezt Lex Owen törvénynek nevezték el.
A pályákon sokszor túl kemény meccsek zajlottak. A MAC-UTE találkozón Stiller MAC játékos átesett az újpesti Racskón, olyan rosszul eset hogy eltört a gerince és két nap múlva meghalt a kórházban. Racskót előbb eltiltották mert öt találták vétkesnek, később visszakapta játékjogát.
1914-töl hat évig először Auguszta jótékonysági serleg mérkőzéseket tartottak ősszel, majd 1915-ben tavaszi Ligabajnokságot, 1915 őszén Hadi bajnokság indult, 1916-tól őszi-tavaszi rendszerben három hadi bajnokság zajlott le. A Nemzeti Bajnokság csak 1919-1920-as idénnyel indult újra.
Immár az ötödik alkalommal megrendezett Magyar Kupát negyedszer nyerte meg az MTK, a MAC 4:0-s legyőzésével.

## A végeredmény
| #  | Csapat            | J  | Gy | D | V  | Rg | Kg | Gk  | P  | Megjegyzés |
| -- | ----------------- | -- | -- | - | -- | -- | -- | --- | -- | ---------- |
| 1  | MTK               | 18 | 15 | 3 | -  | 56 | 12 | +44 | 33 | Bajnok     |
| 2  | Ferencvárosi TC   | 18 | 13 | 1 | 4  | 61 | 28 | +33 | 27 |            |
| 3  | Bp. Törekvés SE   | 18 | 9  | 5 | 4  | 41 | 24 | +17 | 23 |            |
| 4  | Budapesti TC      | 18 | 9  | 4 | 5  | 45 | 19 | +26 | 22 |            |
| 5  | MAC               | 18 | 7  | 4 | 7  | 27 | 38 | -11 | 18 |            |
| 6  | 33 FC             | 18 | 6  | 3 | 9  | 15 | 36 | -21 | 15 |            |
| 7  | Újpesti TE        | 18 | 4  | 4 | 10 | 28 | 52 | -24 | 12 |            |
| 8  | Budapesti AK      | 18 | 5  | 1 | 12 | 19 | 32 | -13 | 11 |            |
| 9  | III. Kerületi TVE | 18 | 3  | 4 | 11 | 22 | 37 | -15 | 10 |            |
| 10 | Nemzeti SC        | 18 | 3  | 3 | 12 | 17 | 53 | -36 | 9  | Kiesett    |

## Kereszttáblázat
|                   | MTK | FTC | Törekvés | BTC | MAC | 33 FC | ÚTE | BAK | III. Ker | NSC |
| ----------------- | --- | --- | -------- | --- | --- | ----- | --- | --- | -------- | --- |
| MTK               | XXX | 3-2 | 3-0      | 1-0 | 3-0 | 1-1   | 5-0 | 7-1 | 2-1      | 4-1 |
| Ferencvárosi TC   | 1-4 | XXX | 3-2      | 1-3 | 4-3 | 8-0   | 5-1 | 3-2 | 5-0      | 8-0 |
| Bp. Törekvés SE   | 2-2 | 1-1 | XXX      | 2-2 | 3-1 | 2-1   | 3-4 | 3-1 | 1-0      | 1-0 |
| Budapesti TC      | 1-3 | 0-1 | 0-0      | XXX | 2-2 | 3-0   | 3-0 | 0-1 | 3-2      | 2-2 |
| MAC               | 0-7 | 3-2 | 2-2      | 0-6 | XXX | 2-3   | 3-1 | 1-0 | 2-1      | 2-1 |
| 33 FC             | 0-1 | 0-3 | 1-2      | 0-3 | 0-0 | XXX   | 2-0 | 1-1 | 1-1      | 2-1 |
| Újpesti TE        | 0-4 | 2-3 | 0-9      | 1-5 | 1-1 | 6-0   | XXX | 0-3 | 1-1      | 2-2 |
| Budapesti AK      | 0-1 | 1-3 | 1-3      | 2-0 | 0-1 | 0-1   | 1-3 | XXX | 2-2      | 1-2 |
| III. Kerületi TVE | 2-2 | 2-4 | 2-0      | 1-6 | 0-3 | 2-0   | 1-1 | 1-2 | XXX      | 3-0 |
| Nemzeti SC        | 0-3 | 1-4 | 0-5      | 0-6 | 2-1 | 2-2   | 1-5 | 0-1 | 2-1      | XXX |

A bajnok Magyar Testgyakorlók Köre játékosai: Knapp Miksa (18) – Révész Béla (17),Csüdör Ferenc (15) – Bíró Gyula (15), Hlavay György (18), Vágó Antal (18) – Taussig Imre (18), Kertész II Vilmos (18), Rácz Béla (17), Kovács Dezső (9), Klein Gyula (14). Játszott még: Konrád II Kálmán (8), Kertész III Adolf (7), Klement Engelbert (7), Konrád I Jenő (7),  Owen J. R. (angol) (4), Kovács Lajos dr. (3), Nyúl I Ferenc (3), Petrovics Béla (2), Sebestyén II Gyula (2), Szántó Károly (2), Zsigó Ferenc (1).
Edző: Robertson /skót/, később W. Holmes /angol/.
A 2. helyezett Ferencvárosi Torna Club játékosai: Fritz Alajos (8) – Rumbold I Gyula (17), Payer I Imre (16) – Weinber János (15), Bródy Sándor (10), Blum I Zoltán (18) – Weisz I Ferenc (16), Tóth Potya István (17), Pataki Mihály (15), Schlosser Imre (17), Borbás Gáspár dr. (15). Játszott még: Kiss Béla (9), Ungár Gyula (5), Koródy I Károly (3), Rumbold II (3), Schiller (k, 3), Antony Ferenc (2), Domonkos László (k, 2), Medgyessy Jenő (2), Szandovits József (2), Geiser Géza (1), Krizsán Endre (1), Szeitler Károly (1), Weisz II (1).
A 3. helyezett Törekvés Sport Egylet csapata: Borisz Győző, Bőti János, Bőti Miklós, Dürr Gyula, Földi, Ging József, Hoffmann Árpád, Horváth Gyula, Klinga, Mözner, Nyilas István, Pejtsik Imre, Salamon Sándor, Siegl József, Szecsey, Szentey Sándor, Ürögdi József.
A 4. helyezett Budapesti Torna Club játékosai: Bayer Henrik, Bihari Ferenc, Dobó Gyula, Einwag Lajos, Ficzere II Péter, Horváth József, Kertész Géza, Késmárky Ákos, Kiss, Kőszegi Dezső, Kovács Lajos dr., Mészáros Árpád, Pótz Nagy Árpád, Rauchmaul Emil, Szendrő Oszkár, Saly József.
Az 5. helyezett Magyar Athletikai Club játékosai: Bodnár I Sándor, Bodnár II Andor, Dömötör Sándor, Fodor Rezső, Kehrling Béla, Kocsis Ferenc, Kocsis Gyula, Krempels Béla, Kunst Ottó, Medgyessy Zsigmond, Novajkay Géza, Ónody Zsigmond, Ocskay Károly, Riedl István, Simon Ferenc, Stiller, Szabó Géza, Szalay II József, Szécsi, Szűcs István, Újságh Miklós, Vangel Gyula dr.
A 6. helyezett 33 Football Club játékosai: Baráth, Bíró László, Bosnyákovits Károly, Czavolják I József, Czavolják II Ágoston, Czeczeli, Dreischock Mihály, Eichinger Károly, Horváth Ferenc, Mandl Frigyes, Mainarovits, Molnár Aladár, Pitrov, Ruprecht, Stitzl, Székány Géza, Vanicsek I János, Vanicsek II József, Zsák Károly.
A 7. helyezett Újpesti Torna Egylet játékosai: Baubach Béla, Besenczi Mihály, Breznik Rajmond, Fandl Géza, Fekete, Fogl I "Fogoly I" István, Fogl II Károly, Fogl III József, Fürst Oszkár, Goda József, Karger János, Kazár Tibor, Kuschner János, Molnár III Ödön, Müller, Neumann Andor, Novák Sándor, Priboj Ferenc, Priboj István, Racskó Gyula, Rossmann József, Szabó II, Szemrád, Szinai Mór, Vágó Zoltán, Vranák Lajos, Weiner "Váradi" Imre.
A 8. helyezett Budapesti Athletikai Klub játékosai: Cseh János, Deutsch Árpád, Gállos Sándor, Glatter Rezső, Grósz Ferenc, György Ferenc, Károly Jenő, Klement Károly, Korda Győző, Krausz Pál, Kucsera "Kurucz" István, Ligeti Ede, Ligeti Ignác, Neubrunn Hugó, Okos Károly, Rudas Ernő, Schaffer Alfréd, Waldner Károly, Wolenszki Endre, Wolenszki Ferenc.
A 9. helyezett III. Kerületi Torna és Vívó Egylet játékosai: Faragó, Ferjancsik Károly, Glaser Lajos, Guttmann Ármin, Guttmann József, Hönich Henrik, Hönich Lajos, Hönich Richárd, Kösztler Zoltán, Nagy István, Nagyhegy Mátyás, Schrott Károly, Sporkó Lajos, Stark József, Stiller Gyula, Sugár Andor, Suhajdy István, Szabó Antal, Szabó Jenő, Szandner Pál, Tóth Zsigmond, Wieszt Ferenc.
A 10. helyezett Nemzeti Sport Club játékosai: Burián Géza, Ernst Arnold, Faragó Béla, Feldmann Salamon, Galgóczi, Greguss Gusztáv, Hesset, Hollander Arnold, Hollander Imre, Jurák, Kovács Elemér, Kubicsek Károly, Landsmann Sándor, Pósner László, Szabovits Iván, Szegedi, Székely I Aladár, Székely II József, Szűry János, Tímár, Wéber.

## Díjak
| Bajnok 1913/14   |
| MTK 3. Bajnokság |

| Az év játékosa    | Gólkirály                   |
| Zsák Károly 33 FC | Schlosser Imre FTC (21 gól) |

## Vidéki bajnokságok

### Déli kerület
Szegedi alosztály: 1. Szegedi AK. Aradi alosztály: 1. Temesvári Kinizsi SE. Kerületi döntő: Temesvári Kinizsi – Szegedi AK 1:0.

### Nyugati kerület
Győri alosztály: 1. Tatabányai SC, 2. Győri ETO. Pozsonyi alosztály: 1. Pozsonyi TE. Pécsi alosztály: 1. Pécsi AC. Kerületi döntő: Tatabányai SC (a Pozsonyi TE és a Győri ETO nem álltak ki a döntőre).

### Északi kerület
Kassai alosztály: 1. Kassai AC, 2. Sátoraljaújhelyi AC, 3. Sátoraljaújhelyi VSC, 4. Kassai Munkás TE, 5. Sátoraljaújhelyi Egyetértés SC, 6. Eperjesi TVE, 7. Kassai KASE, 8. Kassai TK. Miskolci alosztály: 1. Diósgyőri VTK, 2. Miskolci AK, 3. Miskolci VSC, 4. Miskolci MTE, 5. Miskolci KASE, 6. Hatvani SE, 7. Diósgyőri AC, 8. Gyöngyösi AC. Losonci alosztály: 1. Losonci AFC, 2. Ruttkai TC, 3. Selmecbányai Rákóczi AC, 4. Losonci TK, 5. Zsolnai TK. Kerületi döntő: DVTK – KAC 2:1, LAFC – DVTK 2:0, LAFC – KAC 2:1. A Losonci AFC lett a kerületi bajnok.

### Közép (Pest-vidéki) kerület
Kecskeméti alosztály: 1. Szolnoki MÁV SE, 2. Kecskeméti AC. Váci alosztály: 1. Rákoscsabai TK, 2. Váci SE. Kerületi döntő: Rákoscsabai TK – Szolnoki MÁV SE 2:0.

### Erdélyi kerület
1. Kolozsvári AC, 2. Kolozsvári TC, 3. Piski Vasutas SC, 4. Kolozsvári Egyetemi AC, 5. Kolozsvári KASK, 6. Kolozsvári SE, 7. Nagyszebeni SE, 8. Kolozsvári Munkás TE, 9. Marosújvári SE, 10. Kolozsvári KASE.

### Keleti kerület
Nagyváradi alosztály: 1. Nagyváradi AC, 2. Debreceni KASE. Ungvári alosztály: 1. Ungvári AC. Kerületi döntő: Ungvári AC – Nagyváradi AC 1:1 (a visszavágón a Nagyvárad nem jelent meg). Az országos bajnoki címért egy vidéki kerületi bajnok sem indult.

## Kapcsolódó lapok
- Auguszta-serlegbajnokság
- 1915-ös labdarúgó-ligabajnokság
- 1915-ös labdarúgó-hadibajnokság